# ガウ・キャピタル・パートナーズ
ガウ・キャピタル・パートナーズ（英語：Gaw Capital Partners、中国語：基滙資本）は、香港に本拠地を置く不動産投資会社である。

## 概要
2005年にガウ兄弟により設立された。なお、ガウ兄弟の父親は、パイオニア・グローバル・グループ（建生国際集団）の創設者である。
中国とアジア圏の不動産を投資対象としている。
拠点は、香港、シンガポール、上海、ソウル、ロンドン、東京に有する。

## 日本での投資実績
2014年にハイアットリージェンシー大阪の取得で日本市場に参入した。2022年には日本で最大5,300億円の投資を表明している。
- ハイアットリージェンシー大阪（2014年）
- みなとみらいセンタービル（2017年）
- 青山ビル[3]（2019年）
- 松下IMPビル（2020年）
- 東洋紡ビルディング（2020年）
- カタール投資庁出資のセパレート・マネージド・アカウントを通じた日本の住宅ポートフォリオ取得[4]
- インベスコ・オフィス・ジェイリート投資法人（2022年）[5]
- 東急プラザ銀座（2025）